# Vogue Hommes
Vogue Hommes est un magazine masculin publié par le groupe de presse Condé Nast entre 1976 et 2021

## Vogue Hommes, mensuel (1976-1996)
Gerald Asaria lance Vogue Hommes en 1976. Luxueux et bénéficiant d'un certain prestige, le mensuel Vogue Hommes était diffusé à plus de 50 000 exemplaires,. Le moitié des pages du magazine sont des publicités.
Parmi les journalistes ou auteurs qui ont collaboré à cette publication un temps dirigée par Bernard Chapuis et dont le siège était situé place du Palais-Bourbon à Paris, ont figuré Christophe Bourseiller, Gilles de Bure et Jean-Pierre Thiollet.
En 1986, le prix Vogue Hommes, destiné à récompenser un roman français susceptible d'être adapté au cinéma, fut décerné à Patrick Cauvin pour Haute-Pierre.
En 1987, le magazine a connu une déclinaison "sport" (Vogue Hommes Sport) qui n'a pas eu de succès, contrairement aux hors-série international mode qui ont été publiés jusqu'en 2014.
La crise économique des années 1992-1993 finit par entraîner l'arrêt de la parution du magazine en raison d'une baisse importante des recettes publicitaires. Le dernier numéro de cette série fut publié en février 1996.

## Vogue Hommes International(1985-2014)
Le magazine apparaît en 1985 sous le nom de Vogue Hommes International Mode en tant que hors-série (deux numéros par an) de Vogue Hommes et contient des traductions de ses articles en anglais - la mention with english text figure alors sur la couverture.
En 1999, Richard Buckley devient rédacteur en chef du magazine dont le titre est raccourci pour Vogue Hommes International. Bruno Danto est nommé rédacteur en chef adjoint. En 2005, le magazine est dirigé par Bruno Danto pendant 2 ans.
Carine Roitfeld fut ensuite directrice de la rédaction jusqu'en 2010.
Depuis 2006 Olivier Lalanne en est le rédacteur en chef. En 2008, la version japonaise du magazine est lancée. La couverture du premier numéro est confiée à Hedi Slimane. En 2012, Nicola Formichetti annonce sur son compte Twitter que toutes les éditions de Vogue Hommes International cesseront sous peu pour laisser la main à GQ Style.
En 2014, le magazine se renomme Vogue Hommes.
Au cours de la dernière décennie, les personnalités suivantes ont fait la couverture du magazine : Vincent Cassel, Lenny Kravitz, Adrien Brody, Pete Doherty, James Franco, Hugh Dancy, Keanu Reeves, Alden Ehrenreich, Kate Moss, Jamie Bell, Stephanie Seymour.

## Vogue Hommessemestriel (2014-2021)
Vogue Hommes est actuellement un magazine semestriel disponible en français et en anglais, en papier et en version électronique. Il est publié en mars (printemps-été) et en septembre (automne-hiver) et contient environ 300 pages.
Le magazine est tiré à environ 100 000 exemplaires. Il s'en vend 40 000 en moyenne dont plus de la moitié en France.
Le dernier numéro a été publié en septembre 2021.